# Athlostola pyrophracta
Athlostola pyrophracta är en fjärilsart som beskrevs av Edward Meyrick 1923. Athlostola pyrophracta ingår i släktet Athlostola och familjen signalmalar. Inga underarter finns listade i Catalogue of Life.